# Empress of Russia
Die Empress of Russia war ein 1913 in Dienst gestellter Ozeandampfer der Canadian Pacific Line, der als Royal Mail Ship Passagiere, Post und Fracht auf der Pazifikroute zwischen der kanadischen Westküste und Ostasien transportierte. Das Schiff diente im Ersten Weltkrieg als Hilfskreuzer, war zwischen den Kriegen wieder als Passagierschiff im Einsatz und wurde im Zweiten Weltkrieg als Truppentransporter verwendet. Nachdem die Empress of Russia im September 1945 in Barrow-in-Furness ausgebrannt war, wurde sie anschließend abgewrackt.

## Das Schiff

### Anfänge und Erster Weltkrieg
Das 16.810 Bruttoregistertonnen (BRT) große Dampfschiff Empress of Russia wurde 1912/13 auf der Schiffswerft Fairfield Shipbuilding & Engineering Company in Govan bei Glasgow gebaut und lief dort am 28. August 1912 vom Stapel. Das 173,73 Meter lange und 20,73 Meter breite Schiff hatte drei Schornsteine, zwei Masten und einen maximalen Tiefgang von 12,80 Metern. Es verfügte über vier Propeller und fuhr mit einer durchschnittlichen Reisegeschwindigkeit von 19 Knoten. Es konnte 284 Passagiere der Ersten, 100 der Zweiten und 800 der Dritten Klasse befördern. Das Schiff hatte vier Decks, die sich über die gesamte Schiffslänge erstreckten. Zu den luxuriös ausgestatteten und reichhaltig möblierten Räumlichkeiten der Ersten Klasse gehörten der Speisesaal, eine Bibliothek, ein Schreibsalon, eine Lounge, ein Rauchsalon, ein Verandacafé sowie ein gut ausgestatteter Gymnastikraum.
Bei der Schiffsklassifikationsgesellschaft Lloyd’s Register of Shipping war die Empress of Russia in der höchstmöglichen Kategorie, 100 A-1, eingeordnet. Sie war der erste Liner, der ein gerades Heck hatte, was eher für Kriegsschiffe üblich war. Diese Bauweise erwies sich als sehr vorteilhaft in Bezug auf Steuerung, Geschwindigkeit und der Eindämmung von Vibrationen. Bei den Probefahrten am 22. März 1913 wurde die vertraglich festgelegte Geschwindigkeit von 20,5 Knoten um einen Dreiviertel-Knoten übertroffen.

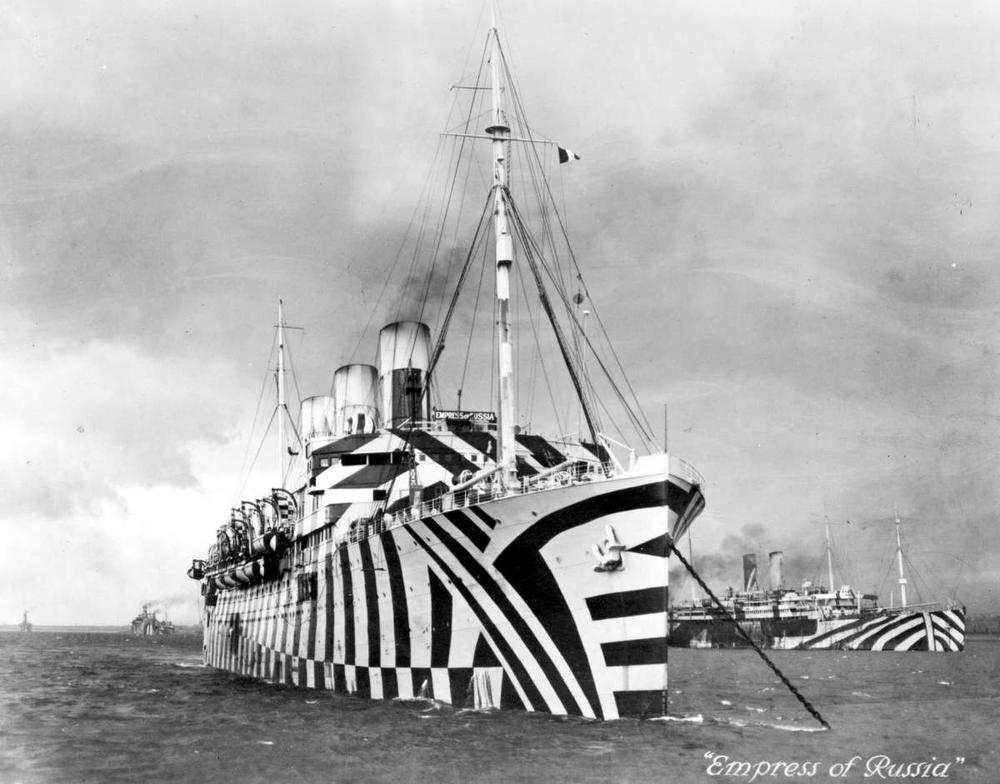
Die Empress of Russia mit Tarnmuster während des Ersten Weltkriegs (1918).

Die Empress of Russia hatte ein baugleiches Schwesterschiff, die Empress of Asia, die ebenfalls bei Fairfield Shipbuilders entstand und wenige Monate nach ihr vom Stapel lief. Diese beiden Schiffe gehörten zu den letzten Neubauten vor Ausbruch des Ersten Weltkriegs und lösten die Empress of Ireland und die Empress of Britain als Flaggschiffe der CP-Flotte ab. Am 1. April 1913 lief die Empress of Russia in Liverpool zu ihrer Jungfernfahrt nach Hongkong via Sues aus verkehrte anschließend auf der Pazifikroute zwischen Vancouver und Hongkong. Noch im selben Jahr brach die Empress of Russia den Rekord für die schnellste Pazifiküberquerung, der bis dahin jahrelang von der Empress of Japan gehalten worden war.
Der Dampfer war nicht lange im Passagierverkehr tätig. Am 23. August 1914 wurde die Empress of Russia von der britischen Admiralität angefordert und in einen bewaffneten Hilfskreuzer (Armed Merchant Cruiser) umgebaut. In den ersten Monaten des Kriegs war sie Teil einer Seeblockade, die den deutschen Handelsverkehr vor den Philippinen unterbrechen sollte. Später wurde sie in den Indischen Ozean verlegt, wo sie im November 1914 etwa 230 Besatzungsmitglieder des Kleinen Kreuzers Emden der Kaiserlichen Marine aufnahm, der nach einem Gefecht mit dem australischen Leichten Kreuzer Sydney bei den Kokosinseln gestrandet war. Im Dezember 1914 wurde sie auf Patrouille in das Rote Meer geschickt, bis sie im November 1915 aus dem Dienst der britischen Admiralität entlassen wurde.
Das Schiff wurde in Hongkong neu ausgestattet und trat am 12. Februar 1916 wieder in den pazifischen Passagier- und Postverkehr ein. Zu Beginn des Jahres 1918 wurde die Empress of Russia jedoch erneut zum Kriegsdienst eingezogen und musste nun US-amerikanische Truppen nach Europa transportieren. Am 12. Januar 1919 legte sie in Liverpool zu ihrer letzten Kriegsfahrt ab, nahm in Le Havre chinesische Arbeiter auf und dampfte anschließend via Sues nach Hongkong und dann weiter nach Vancouver.

### Zwischen den Kriegen und Zweiter Weltkrieg
Am 10. April 1919 lief die Empress of Russia zu ihrer ersten Fahrt in Friedenszeiten aus. Auf der Rückfahrt stoppte sie in Manila und Wladiwostok. Zu den prominenten Passagieren, die die Empress of Russia während ihrer Dienstzeit beförderte, waren u. a. die chinesischen Staatsmänner Sun Yat-sen und Chiang Kai-shek, die im November 1922 auf dem Schiff von Hongkong nach Shanghai reisten, sowie der amerikanische Komiker Will Rogers, der im November 1932 mit der Empress of Russia nach Japan fuhr. Das Schiff blieb bis Dezember 1940 auf der Pazifikroute, bis es nach Vollendung der 310. Überfahrt erneut für den Kriegseinsatz herangezogen wurde. Sie wurde zunächst als Truppenschiff für die Rekruten der Royal Australian Air Force und der Royal New Zealand Air Force bestimmt. Im März 1941 traf die Empress of Russia am Clyde ein, wo die entsprechenden Umbaumaßnahmen vorgenommen wurden. Als Truppentransporter fuhr sie auslaufend nach Freetown, Kapstadt und Sues und einlaufend von Sues über Newport News und Halifax, um kanadische Truppen nach Europa zu bringen. 1941 diente Philip Mountbatten, der spätere Prinzgemahl von Elisabeth II., als Seekadett auf der Empress of Russia.
Unter den verschiedenen Truppeneinsätzen der Empress of Russia befand sich auch die Landung der Alliierten in Nordafrika, die Operation Torch. Im Oktober 1943 unternahm sie einen Spezialeinsatz, als sie zum Austausch von Kriegsgefangenen nach Göteborg geschickt wurde. Dem schlossen sich sieben Fahrten nach Reykjavík im Dienst der Royal Air Force an. Im April 1944 diente sie in Rosyth als Wohnschiff für russische Seeleute, die britischen Kriegsschiffen als Besatzungsmitglieder zugeteilt werden sollten. Nach der Landung der Alliierten in der Normandie (siehe Operation Neptune) wurde die Empress of Russia in  Spithead als Versorgungsschiff für Schlepper verwendet.
Im Oktober 1944 wurde die Empress of Russia in Gareloch (Schottland) aufgelegt, bis im Juni 1945 neuerliche Sanierungen stattfanden. Sie sollte zur Rückführung kanadischer Truppen in ihre Heimat flott gemacht werden. Am 8. September 1945, als das Schiff in Barrow-in-Furness lag, brach jedoch ein Brand an Bord aus, der das Schiff so weit zerstörte, dass eine Reparatur nicht in Frage kam. Das Schiff wurde noch im selben Jahr bei der Abbruchwerft Thomas W. Ward Shipbreakers Ltd. in Inverkeithing abgewrackt.